# Antillanthus
Antillanthus es un género de plantas fanerógamas perteneciente a la familia de las asteráceas. Tiene 17 especies que anteriormente estaban incluidas en Pentacalia.

## Taxonomía
El género fue descrito por Rune Bertil Nordenstam y publicado en Compositae Newsletter 44: 51–55. 2006.

## Especies aceptadas
A continuación se brinda un listado de las especies del género Antillanthus aceptadas hasta julio de 2012, ordenadas alfabéticamente. Para cada una se indica el nombre binomial seguido del autor, abreviado según las convenciones y usos.
- Antillanthus acunae (Borhidi) B.Nord.
  - Pentacalia acunae Borhidi
- Antillanthus almironcillo (M. Gomez) B. Nord. - Almironcillo de Cuba[5]
  - Senecio almironcillo M.Gómez
  - Pentacalia almironcillo (M. Gomez) Proctor
- Antillanthus azulensis (Alain) B. Nord.
  - Senecio azulensis Alain
- Antillanthus biseriatus (Alain) B. Nord.
  - Senecio biseriatus Alain
- Antillanthus carinatus (Greenm.) B. Nord.
  - Senecio carinatus Greenm.
  - Pentacalia carinata (Greenm.) Borhidi
- Antillanthus cubensis (Greenm.) B. Nord.
  - Senecio cubensis Greenm.
  - Pentacalia cubensis (Greenm.) Borhidi
- Antillanthus ekmanii(Alain) B.Nord.
  - Senecio ekmanii Alain
- Antillanthus eriocarphus (Greenm.) B. Nord.
  - Senecio eriocarphus Greenm.
  - Pentacalia eriocarpha (Greenm.) Borhidi
- Antillanthus leucolepis (Greenm.) B. Nord.
  - Senecio leucolepis Greenm.
  - Pentacalia leucolepis (Greenm.) Borhidi
- Antillanthus moaensis (Alain) B. Nord.
  - Senecio moaensis Alain
  - Pentacalia moaensis (Alain) Borhidi
- Antillanthus moldenkei (Greenm. & Alain) B. Nord.
  - Senecio moldenkei Greenm. & Alain
- Antillanthus pachylepis (Greenm.) B. Nord.
  - Senecio pachylepis Greenm.
- Antillanthus pachypodus (Greenm.) B. Nord.
  - Senecio pachypodus Greenm.
  - Pentacalia pachypoda (Greenm.) Borhidi
- Antillanthus saugetii (Alain) B. Nord.
  - Senecio saugetii Alain
  - Pentacalia saugetii (Alain) Borhidi
- Antillanthus shaferi (Greenm.) B. Nord.
  - Senecio shaferi Greenm.
  - Pentacalia shaferi (Greenm.) Borhidi
- Antillanthus subsquarrosus (Greenm.) B. Nord.
  - Senecio subsquarrosus Greenm.
- Antillanthus trichotomus (Greenm.) B. Nord.
  - Senecio trichotomus Greenm.
  - Pentacalia trichotoma (Greenm.) Borhidi

Sources: MO